# Indywidualne Mistrzostwa Świata w Ice Speedwayu 1968
Indywidualne Mistrzostwa Świata na lodzie 1968 – cykl zawodów motocyklowych na lodzie, mający na celu wyłonienie medalistów indywidualnych mistrzostw świata w sezonie 1968. Rozegrano cztery turnieje finałowe. Tytuł wywalczył Gabdrachman Kadyrow ze Związku Radzieckiego.

## Historia i zasady
Po raz pierwszy półfinał mistrzostw został rozegrany poza granicami Związku Radzieckiego. W zachodnioniemieckim Inzell zwyciężył Jurij Dudorin, drugi półfinał rozgrywany w Sterlitamaku wygrał Władimir Cybrow. Seria finałowa składała się z czterech jednodniowych rund, spośród których dwie zostały rozegrane na stadionie Stroitiel w Saławacie, dwie kolejne na stadionie Stroitiel w Ufie. Zachowano wprowadzony rok wcześniej system punktacji, liczyły się punkty biegowe zdobyte w rundach finałowych, przy czym w końcowej klasyfikacji odrzucano najsłabszy rezultat.
Pierwszy finał (20 lutego)
Z kompletem punktów wygrał Gabdrachman Kadyrow, przed Jurijem Dudorinem i Antonínem Švábem, który zdobyli 12 oczek. Po trzech wygranych biegach z rzędu Władimira Cybrowa napotkały problemy techniczne, z powodu których nie ukończył pozostałych dwóch biegów.
Drugi finał (21 lutego)
Z 15 punktami na koncie rundę wygrał aktualny mistrz świata – Boris Samorodow, o punkt przed Kadyrowem i 2 punkty przed Cybrowem. W ten sposób wyłoniła się trójka walcząca o końcowy triumf w finałach w Ufie.
Trzeci finał (24 lutego)
Cybrow wygrał maksymalną liczbą punktów, mając ich o 2 więcej niż Samorodow i Dudorin. W klasyfikacji przejściowej po tym etapie Kadyrow miał 40 punktów, Samorodow 38, Cybrow i Dudorin 37.
Czwarty finał (25 lutego)
Walka o tytuł mistrzowski trwała do ostatniego biegu rundy zasadniczej. W 20. biegu spotkali się czterej najlepsi zawodnicy. Na prowadzenie wysunął się startujący z wewnętrznego pola Cybrow. Zajmującemu drugie miejsce i próbującemu go wyprzedzić Kadyrowowi, przyszło jednak częściej odpierać ataki jadącego na trzecim miejscu Samorodowa. W biegu nie liczył się Dudorin. Po wygranej przez Cybrowa gonitwie, dającej mu zwycięstwo w rundzie, nadeszła kolej na bieg dodatkowy o mistrzostwo świata, bowiem podobnie jak Kadyrow, zgromadził 43 punkty. Oddawszy swe siły w poprzednim biegu Cybrow nie był w stanie stawić skutecznego oporu dopingowanemu przez miejscowych kibiców Kadyrowem, który wywalczył drugi tytuł mistrzowski.

## Zawodnicy
Obsada mistrzostw została ustalona na podstawie eliminacji rozegranych w Inzell i Sterlitamaku. W rozgrywkach finałowych wystąpili przedstawiciele ośmiu państw, po raz pierwszy zakwalifikował się do nich reprezentant Bułgarii.
Stali uczestnicy
- ZSRR – Władimir Cybrow, Jurij Dudorin, Gabdrachman Kadyrow, Boris Samorodow
- Czechosłowacja – Antonín Kasper, Stanislav Kubíček, Antonín Šváb
- Finlandia – Esko Koponen, Reima Lohkovuori
- NRD – Hans-Jürgen Fritz, Peter Liebing
- Szwecja – Yngve Nilsson, Kurt Westlund
- Bułgaria – Stojan Christow
- Mongolia – Dżalbugijn Serdżbudee
- RFN – Peter Knott

Zawodnik rezerwowy
- Finlandia – Juhani Taipale

## Terminarz
| Lp.      | Data           | Stadion    | Miasto      | Zwycięzca           |
| -------- | -------------- | ---------- | ----------- | ------------------- |
| półfinał | 11 – 12 lutego | Eisstadion | Inzell      | Jurij Dudorin       |
| półfinał | b.d.           | Stroitiel  | Sterlitamak | Władimir Cybrow     |
| 1        | 20 lutego      | Stroitiel  | Saławat     | Gabdrachman Kadyrow |
| 2        | 21 lutego      | Stroitiel  | Saławat     | Boris Samorodow     |
| 3        | 24 lutego      | Stroitiel  | Ufa         | Władimir Cybrow     |
| 4        | 25 lutego      | Stroitiel  | Ufa         | Władimir Cybrow     |

## Klasyfikacja końcowa
| Poz | Zawodnik              | 1  | 2  | 3  | 4  | Punkty |
| --- | --------------------- | -- | -- | -- | -- | ------ |
| 1   | Gabdrachman Kadyrow   | 15 | 14 | 11 | 14 | 43+3   |
| 2   | Władimir Cybrow       | 9  | 13 | 15 | 15 | 43+2   |
| 3   | Boris Samorodow       | 10 | 15 | 13 | 13 | 41     |
| 4   | Jurij Dudorin         | 12 | 12 | 13 | 11 | 37     |
| 5   | Antonín Šváb          | 12 | 11 | 10 | 11 | 34     |
| 6   | Hans-Jürgen Fritz     | 6  | 8  | 11 | 10 | 29     |
| 7   | Antonín Kasper        | 11 | 7  | 6  | 9  | 27     |
| 8   | Kurt Westlund         | 9  | 9  | 9  | 9  | 27     |
| 9   | Pater Liebing         | 5  | 8  | 5  | 7  | 20     |
| 10  | Stojan Christow       | 6  | 6  | 6  | ns | 18     |
| 11  | Peter Knott           | 7  | 3  | 6  | 4  | 17     |
| 12  | Dżalbugijn Serdżbudee | 8  | 4  | 3  | 2  | 15     |
| 13  | Yngve Nilsson         | 2  | 2  | 5  | 6  | 13     |
| 14  | Stanislav Kubíček     | 2  | 2  | 5  | 4  | 11     |
| 15  | Esko Koponen          | 4  | 2  | ns | 4  | 10     |
| 16  | Reima Lohkovuori      | 1  | 4  | 1  | 0  | 6      |
| 17  | Juhani Taipale        | ns | ns | 1  | 1  | 2      |